# Меджешть (комуна)
Меджешть, Меджешті (рум. Măgești) — комуна у повіті Біхор в Румунії. До складу комуни входять такі села (дані про населення за 2002 рік):
- Бутань (362 особи)
- Гелешень (324 особи)
- Добрічонешть (590 осіб)
- Жосань (424 особи)
- Какучу-Ноу (359 осіб)
- Меджешть (265 осіб) — адміністративний центр комуни
- Ортітяг (549 осіб)

Комуна розташована на відстані 402 км на північний захід від Бухареста, 40 км на схід від Ораді, 91 км на захід від Клуж-Напоки.

## Населення
За даними перепису населення 2002 року у комуні проживали 2873 особи.
Національний склад населення комуни:
| Національність | Кількість осіб | Відсоток |
| -------------- | -------------- | -------- |
| румуни         | 2613           | 91,0%    |
| угорці         | 158            | 5,5%     |
| цигани         | 91             | 3,2%     |
| словаки        | 11             | 0,4%     |

Рідною мовою назвали:
| Мова      | Кількість осіб | Відсоток |
| --------- | -------------- | -------- |
| румунська | 2615           | 91,0%    |
| угорська  | 158            | 5,5%     |
| циганська | 89             | 3,1%     |
| словацька | 11             | 0,4%     |

Склад населення комуни за віросповіданням:
| Релігія            | Кількість осіб | Відсоток |
| ------------------ | -------------- | -------- |
| православні        | 2441           | 85,0%    |
| баптисти           | 168            | 5,8%     |
| реформати          | 155            | 5,4%     |
| п'ятдесятники      | 94             | 3,3%     |
| римо-католики      | 9              | 0,3%     |
| греко-католики     | 2              | 0,1%     |
| не вказали релігію | 1              | < 0,1%   |